# Pomnik Zesłańcom Sybiru w Legnicy
Zesłańcom Sybiru – pomnik zlokalizowany w Legnicy, na Skwerze Sybiraków.
Obiekt odsłonięto 17 września 2015, w 76 rocznicę agresji ZSRR na Polskę. Inicjatorem budowy było legnickie Koło Związku Sybiraków. Finansowo projekt wsparło miasto Legnica i KGHM Polska Miedź. Autorem projektu dzieła jest Grzegorz Niemyjski. Monument powstał w firmie Piramida w Kostrzy. Składa się z trzech pionowych bloków. Najwyższy element ma ponad 4 metry wysokości i waży około 8 ton. Zwieńcza go brązowa draperia, nawiązująca do flagi z orłem, którą targają porywy wiatru. Na bloku umieszczono znak Związku Sybiraków i inskrypcję: Pamięci Polskich Zesłańców Sybiru w latach 1940–1956 w hołdzie dla ich męczeństwa oraz wierności ideałom wolności i niepodległości - Legniczanie.
Uroczystość odsłonięcia poprzedzona była mszą w kościele św. Trójcy, którą celebrował bp Zbigniew Kiernikowski. Po mszy odbył się przemarsz na skwer Sybiraków, któremu towarzyszyła orkiestra komendy wojewódzkiej Policji, kompania reprezentacyjna z 10. Brygady Kawalerii Pancernej ze Świętoszowa i poczty sztandarowe. Odsłonięcia dokonali: Alfreda Dąbrowska (prezes koła Związku Sybiraków),  Tadeusz Koszarski (działacz Związku), prezydent Legnicy Tadeusz Krzakowski, przewodniczący Rady Miejskiej Wacław Szetelnicki oraz prezes zarządu Fundacji KGHM Marek Bestrzyński. W uroczystości udział wzięli ponadto: senator Dorota Czudowska, posłanka Małgorzata Sekuła-Szmajdzińska, poseł Ryszard Zbrzyzny, poseł Robert Kropiwnicki, bp Zbigniew Kiernikowski, bp greckokatolicki Włodzimierz Juszczak i bp protestancki Waldemar Pytel.